# Adjudant sous-officier

Insigne du grade d'adjudant sous-officier de l'armée suisse

L'adjudant sous-officier (en allemand Adjudant Unteroffizier) dans l'armée suisse est un sous-officier supérieur ayant en principe la fonction de chef de section logistique. Il est en principe chargé de la formation des nouvelles recrues, notamment à la base logistique du Monte Ceneri, l'École de Recrues CT 47. 
L'adjudant sous-officier peut également être aperçu au sein des écoles de sous-officier en tant que Chef Classe des jeunes aspirants.
Ce grade se situe immédiatement au-dessus des grades de fourrier et sergent-major chef et au-dessous de celui d'adjudant d'état-major.